# Tah
Tah označuje proces tažení (popřípadě vlečení tedy vlek), který je způsoben nějakou silou, tzv. tažnou silou. Tažení může být realizováno různými způsoby, např. připojením přívěsu za automobil či zemědělského pracovního stroje za traktor, nebo připojením vagónů za lokomotivu apod.